# Murchison Falls

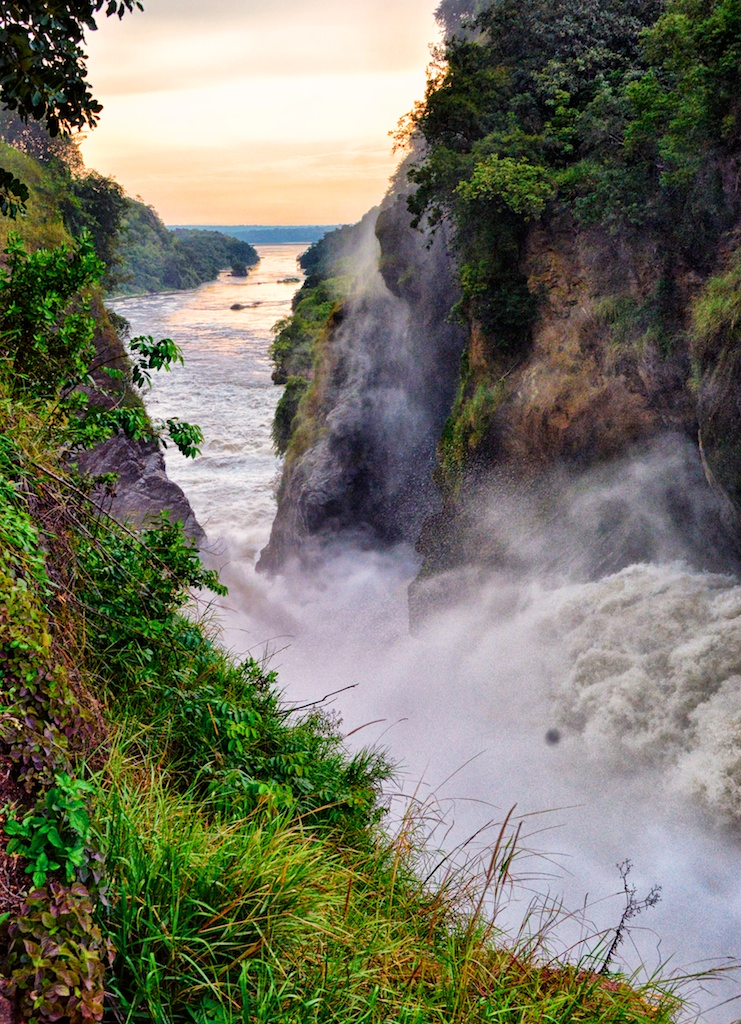
Murchison Falls

Murchison Falls, também conhecidas como Kabalega Falls ou Kabarega Falls, é um conjunto de três grandes cascatas localizadas no rio Nilo Branco, em Uganda, dentro do Parque Nacional Murchison Falls, em Uganda. O explorador britânico Samuel White Baker foi o primeiro europeu que, em 1864, as visitou pela primeira vez, e as nomeou em homenagem ao presidente da Royal Geographical Society, Roderick Murchison.